# Совет Европы
Сове́т Евро́пы (англ. Council of Europe, фр. Conseil de l’Europe) — международная организация, содействующая сотрудничеству между своими членами, государствами и странами Европы, в области стандартов права, прав и свобод человека и гражданина, демократического развития, законности и культурного взаимодействия.
Будучи основанным в 1949 году, Совет Европы является старейшей в Европе международной организацией. В его состав входят 46 государств, в которых проживают более 670 млн человек. Совет Европы является полностью самостоятельной организацией, не входящей в систему Европейского союза, объединяющего только 27 государств. В отличие от Евросоюза, Совет Европы не может издавать обязательные законы, но обладает полномочиями по обеспечению соблюдения отдельных международных соглашений, достигнутых европейскими государствами по различным темам. Совет Европы и ЕС имеют некоторые общие символические атрибуты, например, гимн и флаг.
Одним из самых значительных достижений Совета Европы считается разработка и принятие Европейской конвенции о защите прав человека и основных свобод.

## Создание
Совет Европы был создан на волне призывов к единению Европы и построения своего рода «Соединённых Штатов Европы» после Второй мировой войны. Одним из наиболее активных сторонников этой идеи считается Уинстон Черчилль.
Своё знаменитое обращение к созданию «Соединённых Штатов Европы» и Совету Европы Уинстон Черчилль произнёс 19 сентября 1946 года в Цюрихском университете. Ранее в 1943 году он по радио обращался к нации с идеей создания Совета Европы. В дальнейшем структура Совета Европы длительно обсуждалась ведущими политическими лидерами. Было две основных школы, предлагавшие различные структуры организации: согласно первой предлагалось построить классическую международную организацию с представителями стран-участниц, тогда как согласно второй предлагалось создание политического форума с парламентариями. В итоге оба принципа были взяты в основу учреждённых Комитета министров и Парламентской ассамблеи. Аналогичная двойная структура была впоследствии скопирована Европейским сообществом, НАТО и ОБСЕ.
Официально Совет был создан 5 мая 1949 года. Устав Совета Европы был подписан в Лондоне десятью государствами: Королевством Бельгии, Королевством Дании, Республикой Ирландией, Итальянской Республикой, Великим Герцогством Люксембург, Королевством Нидерландов, Королевством Норвегии, Соединённым Королевством Великобритании и Северной Ирландии, Французской Республикой и Королевством Швеции. Штаб-квартира СЕ расположилась в Страсбурге — городе на границе Франции и Германии, в качестве символа примирения двух стран.

## Цели
Глава I Устава Совета Европы посвящена целям, которые преследует Совет Европы, и состоит из единственной статьи. В ней, в частности, говорится следующее:
«а) Целью Совета Европы является осуществление более тесного союза между его членами для защиты и продвижения идеалов и принципов, являющихся их общим наследием, и содействие их экономическому и социальному прогрессу.
b) Эта цель будет преследоваться через посредство органов Совета путём рассмотрения вопросов, представляющих общий интерес, заключением соглашений, проведением совместных действий в экономической, социальной, культурной, научной, юридической и административной областях, равно как и путём защиты и развития прав человека и основных свобод».
Постепенно СЕ сосредоточился на правовых и правозащитных вопросах. Сегодня его цель определяется как построение Европы без разделительных линий, основывающейся на принципах демократии, прав человека, верховенства закона и правового государства. Деятельность его направлена, прежде всего, на обеспечение и защиту прав человека, будь то гражданские, политические, экономические, социальные или культурные права, то есть деятельность Совета Европы охватывает все сферы жизни человека. Однако экономическими и военно-политическими вопросами организация не занимается.

## Структура

### Комитет министров
Является руководящим органом. Состоит из министров иностранных дел всех стран-членов и собирается на сессии один раз в год. Страны — председатели Комитета министров меняются каждые полгода по принципу ротации в алфавитном порядке. Деятельность Комитета подразумевает: подготовку и заключение конвенций и соглашений; принятие рекомендаций государствам-членам; принятие бюджета; приём новых государств-членов; выработку программ сотрудничества и содействия странам Восточной и Центральной Европы; контроль за выполнением решений Европейского суда по правам человека. Еженедельно проводятся заседания Комитета на уровне постоянных представителей (послов). Под руководством Комитета действует несколько десятков экспертных органов, которые готовят выносимые для принятия Комитетом тексты.

### Парламентская ассамблея
Консультативный орган. Состоит из представителей парламентов всех государств-членов. Четыре наиболее крупные государства имеют в ПАСЕ по 18 представителей, минимальное представительство — два члена от государства. Национальная делегация должна включать представителей всех политических партий, представленных в парламенте, и соответствовать требованию сбалансированного представительства мужчин и женщин. Ассамблея проводит четыре сессии в год (по одной неделе каждая) и принимает резолюции и рекомендации на основе докладов, которые готовятся депутатами.

### Европейский суд по правам человека
Европейский суд по правам человека контролирует выполнение Конвенции, принимая к рассмотрению жалобы по её нарушению. Суд состоит из судей по числу стран — участников Конвенции, однако при этом число судей одного гражданства не ограничено. Судьи избираются Парламентской ассамблеей Совета Европы и имеют срок полномочий девять лет.
Судьи в своей работе представляют не страну-члена, а исключительно интересы Суда. При этом их независимость и беспристрастность обеспечивается в частности запретом на любую деятельность, несовместимую с постоянным характером их работы в рамках Суда. Срок полномочий судей ограничивается достижением ими возраста 70 лет.
Председатель Суда избирается на пленарных заседаниях. Суд разделён на четыре Секции, наполнение которых должно представлять различные правовые системы государств — участников Конвенции и учитывать географический и гендерный признаки.

### Консультативные органы

#### Венецианская комиссия
Консультативный орган по конституционному праву, созданный при Совете Европы в 1990 году. С 2002 года участвовать в работе комиссии могут и страны, не входящие в СЕ. Комиссия располагается в Страсбурге, но пленарные сессии проходят в Венеции. Официальное название — Европейская комиссия за демократию через право.

#### Конгресс местных и региональных властей Европы
Консультативный орган, представляющий местные и региональные власти. Делегация каждой страны в Конгрессе состоит из равного числа представителей регионов и органов местного самоуправления.

### Секретариат Совета Европы
Секретариат обслуживает политические органы СЕ и осуществляет ряд других функций в интересах Организации. В структуре Секретариата выделяются подразделения, обслуживающие основные органы (ПАСЕ, КМСЕ, ЕСПЧ, Конгресс), административно-координационные (Генеральный политический директорат, Директорат стратегического планирования, бюджетные, кадровые и т. п. службы) и тематические подразделения (Генеральный директорат по правам человека и правовым вопросам, Генеральный директорат по социальной сплочённости, Генеральный директорат по культуре, образованию, молодёжи и спорту). Секретариат Комитета министров состоит из 26 сотрудников. Его возглавляет Секретарь Комитета министров, ранг которого соответствует Генеральному директору. Секретариат обслуживает встречи на уровне министров и заседания постоянных представителей.

## Саммиты
За время существования СЕ были проведены четыре саммита этой организации:
- 1993 —  Вена
- 1997 —  Страсбург
- 2005 —  Варшава
- 2023 —  Рейкьявик

## Персоналии
Генеральный секретарь — Ален Берсе (с 18.09.2024; Швейцария)
Председатель Комитета министров — Иан Борг (с 14.05.2025; Мальта)
Председатель Парламентской ассамблеи — Теодорос Русопулос (с 22.01.2024; Греция)
Председатель Конгресса — Марк Коолс (с 24.10.2023; Бельгия)
Председатель Европейского суда по правам человека — Марко Бошняк (с 02.07.2024; Словения)
Комиссар по правам человека — Майкл О'Флаэрти (с января 2024; Ирландия)

## Члены Совета Европы

### Текущие члены
Членами Совета Европы являются 46 государств:
- Австрия
- Азербайджан (М)
- Албания (М)
- Андорра
- Армения (М)
- Бельгия
- Болгария (ПМ)
- Босния и Герцеговина (М)
- Великобритания
- Венгрия
- Германия
- Греция
- Грузия (М)
- Дания
- Ирландия
- Исландия
- Испания
- Италия
- Кипр
- Латвия
- Литва
- Лихтенштейн
- Люксембург
- Мальта
- Молдова (М)
- Монако
- Нидерланды
- Норвегия
- Польша (М)
- Португалия
- Румыния
- Сан-Марино
- Северная Македония (ПМ)
- Сербия (М)
- Словакия
- Словения
- Турция (М)
- Украина (М)
- Финляндия
- Франция
- Хорватия
- Черногория (ПМ[14])
- Чехия
- Швейцария
- Швеция
- Эстония

Пометка «М» указывает на то, что страна находится под мониторингом ПАСЕ, «ПМ» — на наличие более мягкой процедуры постмониторинга по отношению к данной стране.
Среди стран — членов Совета Европы Азербайджан, Грузия и Турция лишь частично расположены в Европе, имея бо́льшие части в Азии, а Армения и Кипр полностью расположены в Азии.
Страны, признанные ООН, географически расположенные в Европе (полностью или частично), но не являющиеся членами Совета Европы:
- Беларусь (кандидат)
- Ватикан (наблюдатель)
- Казахстан (кандидат)
- Россия (бывший член)

### Члены, выходившие из Совета Европы
- Греция

После установления режима «Чёрных полковников» Греция 12 декабря 1969 года заявила о своём выходе из Совета Европы. Через пять лет она вернулась в его состав, вновь ратифицировав Конвенцию о защите прав человека и основных свобод, 28 ноября 1974 года. Имеются также прецеденты введения ограничений полномочий делегаций в ПАСЕ (в 1981 году — для Турции, в 2000 и 2014 годах — для России), однако эти ограничения не означали выхода стран из Совета Европы.
- Россия

25 февраля 2022 года Совет Европы приостановил право представительства России в организации из-за вторжения России на Украину. 15 марта 2022 года Россия начала процесс выхода из Совета Европы, а на следующий день Комитет министров Совета Европы принял решение о немедленном исключении России. 28 февраля 2023 года принят Федеральный закон «О прекращении действия в отношении Российской Федерации международных договоров Совета Европы».

## Кандидаты в Совет Европы
- Беларусь
- Казахстан
- Косово

## Наблюдатели при Совете Европы
- Беларусь
- Ватикан
- Израиль
- Иордания
- Казахстан
- Канада
- Кыргызстан
- Мальтийский орден
- Марокко
- Мексика
- США
- Япония

Все страны-наблюдатели, кроме Беларуси, Ватикана, Казахстана (частично) и Мальтийского ордена, находятся за пределами Европы.

## Участники партнёрских программ Совета Европы
- Алжир
- Египет
- Иордания
- Кыргызстан
- Косово
- Ливан
- Ливия
- Мавритания
- Марокко
- Государство Палестина
- Северный Кипр
- Сирия
- Таджикистан
- Тунис
- Туркменистан
- Узбекистан

## Бюджет Совета Европы
Бюджет Совета Европы состоит из взносов стран-членов и в 2017 году составил более 450 млн евро. Бывают случаи, когда страны-члены отказываются платить взносы. В июне 2017 года Россия приостановила уплату взносов в Совет Европы из-за приостановки полномочий своей делегации в ПАСЕ. К 2019 году была накоплена задолженность России по взносам — 70 миллионов евро. Неуплата, а также отказ в 2017 году Турции от статуса основного плательщика Совета Европы привели к финансовому дефициту в Совете Европы, который, как было объявлено в апреле 2018 года, составил 18 миллионов евро. В декабре 2018 года комитет по регламенту ПАСЕ разрешил лишённым права голоса делегациям стран-участниц Совета Европы участвовать в выборах генерального секретаря Совета Европы, комиссара по правам человека и судей ЕСПЧ. 28 июня 2019 года российской делегации были возвращены полномочия в ПАСЕ.

## Критика
В последние годы Совет Европы подвергается критике за слабую реакцию на нарушения, совершённые его членами. Так, Human Rights Watch с 2014 года заявляла о происходящем в Азербайджане «систематическом преследовании правозащитников и диссидентов, свидетельствующем о полном пренебрежении обязательствами перед Советом Европы». Аналогичным образом European Stability Initiative продемонстрировала, как в 2013 году на Парламентской ассамблее Совета Европы был забаллотирован вопрос о политзаключённых в Азербайджане.
Обе правозащитные организации призвали Совет Европы предпринять конкретные действия, чтобы продемонстрировать возможность и готовность вернуться к «изначальной миссии по защите и гарантированию прав человека».
В 2017 году азербайджанский дипломат Ариф Мамедов дал интервью «The Guardian» по поводу коррупции членов азербайджанской делегации в Совете Европы, потративших, согласно Мамедову, 30 миллионов евро на лоббирование учреждений Совета, включая Парламентскую ассамблею. В 2018 Мамедов стал ключевым свидетелем в расследовании обвинений в коррупции в Парламентской ассамблее Совета Европы.

## Россия и Совет Европы
После исключения России президент Путин внёс в Госдуму законопроект о прекращении действия в отношении России международных договоров Совета Европы.